# Napiers analogier

Figur 1.

Napiers analogier eller Napiers (Nepers) formler är en uppsättning av formler inom sfärisk trigonometri med vars hjälp man bland annat kan beräkna sidlängder och hörnvinklar för sfäriska trianglar (beteckningar enligt figur 1):
{\displaystyle {\begin{aligned}&&\\[-2ex]\displaystyle {\tan {\textstyle {\frac {1}{2}}}(\alpha {+}\beta )}={\frac {\cos {\textstyle {\frac {1}{2}}}(a{-}b)}{\cos {\textstyle {\frac {1}{2}}}(a{+}b)}}\cot {\textstyle {\frac {1}{2}}\gamma }&\qquad &{\tan {\textstyle {\frac {1}{2}}}(a{+}b)}={\frac {\cos {\textstyle {\frac {1}{2}}}(\alpha {-}\beta )}{\cos {\textstyle {\frac {1}{2}}}(\alpha {+}\beta )}}\tan {\textstyle {\frac {1}{2}}c}\\[2ex]{\tan {\textstyle {\frac {1}{2}}}(\alpha {-}\beta )}={\frac {\sin {\textstyle {\frac {1}{2}}}(a{-}b)}{\sin {\textstyle {\frac {1}{2}}}(a{+}b)}}\cot {\textstyle {\frac {1}{2}}\gamma }&\qquad &{\tan {\textstyle {\frac {1}{2}}}(a{-}b)}={\frac {\sin {\textstyle {\frac {1}{2}}}(\alpha {-}\beta )}{\sin {\textstyle {\frac {1}{2}}}(\alpha {+}\beta )}}\tan {\textstyle {\frac {1}{2}}c}\end{aligned}}}
Motsvarande gäller för {\displaystyle \tan {\textstyle {\frac {1}{2}}}(\alpha \pm \gamma )} och {\displaystyle \tan {\textstyle {\frac {1}{2}}}(a\pm c)} respektive {\displaystyle \tan {\textstyle {\frac {1}{2}}}(\beta \pm \gamma )} och {\displaystyle \tan {\textstyle {\frac {1}{2}}}(b\pm c)}
Om man dividerar de två formlerna till vänster med varandra, eller de två till höger med varandra, får man den sfäriska tangenssatsen:
{\displaystyle {\frac {\tan \left({\frac {a-b}{2}}\right)}{\tan \left({\frac {a+b}{2}}\right)}}={\frac {\tan \left({\frac {\alpha -\beta }{2}}\right)}{\tan \left({\frac {\alpha +\beta }{2}}\right)}}.}
Napiers analogier används i det fall man har givet två sidor och en mot endera av dessa stående hörnvinkel eller två hörnvinklar och en mot endera av dessa stående sida (övriga fall löses med sfäriska cosinussatsen, duala cosinussatsen eller de sfäriska formlerna för halva vinkeln och halva sidan). Den andra motstående sidan eller hörnvinkeln beräknas först med sfäriska sinussatsen, varefter den tredje sidan eller hörnvinkeln fås med hjälp av någon av Napiers analogier. Den återstående sidan/hörnvinkeln beräknas därefter enklast med hjälp av sfäriska sinussatsen.

## Historia
Två av de fyra analogierna (de två till höger) härrör från John Napier, vars Mirifici Logarithmorum Canonis Constructio publicerades postumt 1619 (ny upplaga 1620) av dennes son Robert Napier. Robert fick hjälp från faderns vän Henry Briggs, som lade till de två andra (de "polära" till vänster) i sina kommentarer till verket. Inga bevis gavs dock och det första beviset publicerades av William Oughtred 1657 i Trigonometria. Numera härleds Napiers analogier vanligtvis med analytiska metoder som stammar från Leonhard Euler.

## Härledning

### Inbördes samband mellan analogierna
De olika analogierna kan ganska enkelt härledas ur varandra genom att betrakta en "kolunär" triangel till {\displaystyle \triangle ABC} och de båda polära trianglarna till dessa.
Med en "kolunär" triangel avses en triangel som delar en sida och två hörn med {\displaystyle \triangle ABC}, men har sitt tredje hörn i antipoden till {\displaystyle \triangle ABCs} tredje hörn. Tillsammans bildar dessa båda trianglar en "digon", på engelska "lune". Den "kolunära" triangeln som delar sidan {\displaystyle a} med {\displaystyle \triangle ABC} i figur 1 har sidlängderna {\displaystyle a}, {\displaystyle \pi -b} och {\displaystyle \pi -c} och dess hörnvinklar är {\displaystyle \alpha }, {\displaystyle \pi -\beta } och {\displaystyle \pi -\gamma }. Insättning av dessa värden i den första av Napiers analogier ovan ger:
{\displaystyle \tan {\textstyle {\frac {1}{2}}}(\alpha {+}(\pi -\beta ))}={\frac {\cos {\textstyle {\frac {1}{2}}}(a{-}(\pi -b))}{\cos {\textstyle {\frac {1}{2}}}(a{+}(\pi -b))}}\cot {\textstyle {\frac {1}{2}}(\pi -\gamma )\Leftrightarrow }
{\displaystyle \tan \textstyle ({\frac {\alpha -\beta }{2}}+{\frac {\pi }{2}})}={\frac {\cos(\textstyle {{\frac {a+b}{2}}-{\frac {\pi }{2}}})}{\cos(\textstyle {{\frac {a-b}{2}}+{\frac {\pi }{2}}})}}\cot(\textstyle {{\frac {\pi }{2}}-{\frac {\gamma }{2}})\Leftrightarrow }
{\displaystyle -\cot \textstyle ({\frac {\alpha -\beta }{2}})}={\frac {\sin(\textstyle {\frac {a+b}{2}})}{-\sin(\textstyle {\frac {a-b}{2}})}}\tan(\textstyle {{\frac {\gamma }{2}})\Leftrightarrow }
{\displaystyle \tan \textstyle ({\frac {\alpha -\beta }{2}})}={\frac {\sin(\textstyle {\frac {a-b}{2}})}{\sin(\textstyle {\frac {a+b}{2}})}}\cot(\textstyle {{\frac {\gamma }{2}})}
För sidor och hörn i den polära triangeln {\displaystyle \triangle A'B'C'} till {\displaystyle \triangle ABC} gäller enligt den polära dualitetssatsen att:
{\displaystyle {\begin{alignedat}{3}a'&=\pi -\alpha ,&b'&=\pi -\beta ,&c'&=\pi -\gamma ,\\\alpha '&=\pi -a,&\qquad \beta '&=\pi -b,&\qquad \gamma '&=\pi -c\end{alignedat}}}
Insättning av dessa i de två analogier vi redan har, ger de båda polära analogierna.

### Härledning ur sfäriska sinussatsen och duala cosinussatsen
Nedan ges en härledning för den första av Napiers analogier. Den sfäriska sinussatsen
{\displaystyle {\frac {\sin \alpha }{\sin a}}={\frac {\sin \beta }{\sin b}}=m}
ger:
{\displaystyle \sin \alpha =m\cdot \sin a\qquad (1)}
{\displaystyle \sin \beta =m\cdot \sin b\qquad (2)\qquad } och
{\displaystyle \sin \alpha +\sin \beta =m\cdot (\sin a+\sin b)\qquad (3)}
Från den duala cosinussatsen har vi: 
{\displaystyle \cos \alpha =-\cos \gamma \cos \beta +\sin \gamma \sin \beta \cos a\qquad } och
{\displaystyle \cos \beta =-\cos \alpha \cos \gamma +\sin \alpha \sin \gamma \cos b}
vars summa är:
{\displaystyle \cos \alpha +\cos \beta =-(\cos \alpha +\cos \beta )\cos \gamma +(\cos a\sin \beta +\sin \alpha \cos b)\sin \gamma }
Vi flyttar om, ersätter enligt (1) och (2) ovan och sedan enligt den välkända summaformeln {\displaystyle \cos a\sin b+\sin a\cos b=sin(a+b)} från plan trigonometri:
{\displaystyle (\cos \alpha +\cos \beta )\cdot (1+\cos \gamma )=m\cdot (\cos a\sin b+\sin a\cos b)\sin \gamma =m\cdot \sin \gamma \sin(a+b)\Leftrightarrow }
{\displaystyle \cos \alpha +\cos \beta ={\frac {m\cdot \sin \gamma \sin(a+b)}{(1+\cos \gamma )}}\qquad (4)}
Vi dividerar (3) med (4) och får:
{\displaystyle {\frac {\sin \alpha +\sin \beta }{\cos \alpha +\cos \beta }}={\frac {m\cdot (\sin a+\sin b)}{m\cdot \sin \gamma \sin(a+b)}}\cdot (1+\cos \gamma )={\frac {\sin a+\sin b}{\sin(a+b)}}\cdot {\frac {1+\cos \gamma }{\sin \gamma }}}
Från den plana trigonometrin har vi {\displaystyle \sin x+\sin y=2\sin {\frac {x+y}{2}}\cos {\frac {x-y}{2}}} och {\displaystyle \cos x+\cos y=2\cos {\frac {x+y}{2}}\cos {\frac {x-y}{2}}}, vilka vi applicerar. Vi har också att {\displaystyle {\frac {1+cos\gamma }{2}}=\cos ^{2}{\frac {\gamma }{2}}}.
{\displaystyle {\frac {2\sin {\frac {\alpha +\beta }{2}}cos{\frac {\alpha -\beta }{2}}}{2\cos {\frac {\alpha +\beta }{2}}\cos {\frac {\alpha -\beta }{2}}}}={\frac {2\sin {\frac {a+b}{2}}\cos {\frac {a-b}{2}}}{\sin(a+b)}}\cdot {\frac {2\cos ^{2}{\frac {\gamma }{2}}}{\sin \gamma }}}
Vi förkortar vänsterledet och utnyttjar nu också att {\displaystyle \sin 2x=2\sin x\cos x\Leftrightarrow \sin x=2\sin {\frac {x}{2}}\cos {\frac {x}{2}}}
{\displaystyle {\frac {\sin {\frac {\alpha +\beta }{2}}}{\cos {\frac {\alpha +\beta }{2}}}}={\frac {2\sin {\frac {a+b}{2}}\cos {\frac {a-b}{2}}}{2\sin {\frac {a+b}{2}}\cos {\frac {a+b}{2}}}}\cdot {\frac {2\cos ^{2}{\frac {\gamma }{2}}}{2\sin {\frac {\gamma }{2}}\cos {\frac {\gamma }{2}}}}\Leftrightarrow }
{\displaystyle \tan {\frac {\alpha +\beta }{2}}={\frac {\cos {\frac {a-b}{2}}}{\cos {\frac {a+b}{2}}}}}{\displaystyle \cdot \cot {\frac {\gamma }{2}}\qquad Q.E.D.}
Övriga analogier kan härledas på liknande sätt (för hörnvinkelanalogierna untnyttjas sfäriska cosinussatsen i stället för den duala och ytterligare några formler från den plana trigonometrin får också användas), men det enklaste är såklart att utnyttja det samband mellan analogierna som visats ovan.

### Härledning ur Delambres analogier
Napiers analogier kan erhållas ur Delambres analogier:
{\displaystyle {\begin{aligned}&\\(1)\qquad {\frac {\sin {\textstyle {\frac {1}{2}}}(\alpha {+}\beta )}{\cos {\textstyle {\frac {1}{2}}}\gamma }}={\frac {\cos {\textstyle {\frac {1}{2}}}(a{-}b)}{\cos {\textstyle {\frac {1}{2}}}c}}&\qquad \qquad &(2)\qquad {\frac {\sin {\textstyle {\frac {1}{2}}}(\alpha {-}\beta )}{\cos {\textstyle {\frac {1}{2}}}\gamma }}={\frac {\sin {\textstyle {\frac {1}{2}}}(a{-}b)}{\sin {\textstyle {\frac {1}{2}}}c}}\\[2ex](3)\qquad {\frac {\cos {\textstyle {\frac {1}{2}}}(\alpha {+}\beta )}{\sin {\textstyle {\frac {1}{2}}}\gamma }}={\frac {\cos {\textstyle {\frac {1}{2}}}(a{+}b)}{\cos {\textstyle {\frac {1}{2}}}c}}&\qquad &(4)\qquad {\frac {\cos {\textstyle {\frac {1}{2}}}(\alpha {-}\beta )}{\sin {\textstyle {\frac {1}{2}}}\gamma }}={\frac {\sin {\textstyle {\frac {1}{2}}}(a{+}b)}{\sin {\textstyle {\frac {1}{2}}}c}}\end{aligned}}}
genom parvis division av dessa med varandra. {\displaystyle {\frac {(1)}{(3)}}} ger exempelvis formeln för {\displaystyle \tan \textstyle {\frac {1}{2}}(\alpha +\beta )} och {\displaystyle {\frac {(3)}{(4)}}} ger formeln för {\displaystyle \tan \textstyle {\frac {1}{2}}(a+b)}